# Réding
Réding är en kommun i departementet Moselle i regionen Grand Est (tidigare regionen Lorraine) i nordöstra Frankrike. Kommunen ligger i kantonen Sarrebourg som tillhör arrondissementet Sarrebourg. År 2022 hade Réding 2 307 invånare.

## Befolkningsutveckling
Antalet invånare i kommunen Réding
| Referens: INSEE |